# 701 a.C.

## Eventos
- O rei Ezequias declama a carta do assírio Rabshakeh ante à Arca do Concerto.[1]
- Senaqueribe estabelece a sua capital em Nínive.
- Senaqueribe invade o Reino de Judá, cerca Jerusalém, mas seu exército é completamente destruído em uma só noite.[2][3]